# Vila Flor Sport Clube
Vila Flor Sport Clube é um clube de futebol português, fundado em 1964 e sediado em Vila Flor, distrito de Bragança. Os seus jogos em casa são disputados no Estádio Municipal de Vila Flor.
Disputa os campeonatos distritais de futebol de areia e futebol.

## Futebol

### Títulos
- Divisão de Honra da AF Bragança – 1
  - 2012–13

### Época a Época
- (contém dados apenas das seis presenças no primeiro escalão)

| Época     | Nível | Divisão | Série | Lugar | Situação              | J | V | E | D | GM | GS | P |
| --------- | ----- | ------- | ----- | ----- | --------------------- | - | - | - | - | -- | -- | - |
| 2012/2013 | 5     |         |       | 1º    | Promoção              | - | - | - | - | -  | -  | - |
| 2013/2014 | 3     |         |       | 12º   | a decorrer (5/jan/14) | - | - | - | - | -  | -  | - |